# Muracsány
Muracsány (horvátul: Goričan) falu és község Horvátországban Muraköz megyében.

## Fekvése
Csáktornyától 18 km-re keletre, Perlaktól 7 km-re északkeletre a Mura jobb partján a magyar-horvát határ mellett, Letenye szomszédságában fekszik.

## Története
Területe ősidők óta lakott. Muracsánytól délkeletre, a Berek-patak melletti sík területen több, az i. e. 7. és 5. század között keletkezett halomsír található. A zágrábi Régészeti Múzeum munkatársai 1974 és 1975 között, majd 1977 és 1979 között végeztek itt régészeti feltárásokat, melyek során tíz halomsírt tártak fel. A halmok nagy részét a folyamatos szántás azóta lényegesen lepusztította, így magasságuk jelentősen csökkent és egyre közelebb kerülnek a terepszinthez. Ma ezen a részen szabadtéri régészeti park kialakítását tervezik.
A települést 1225-ben még „Kerechen néven említik először abban az oklevélben, melyben Béla ifjabb király Szlavónia hercege két muraközi nemes Mutimir és Egyed közötti peres ügyben rendelkezik. 1334-ben a zágrábi püspökség oklevelében a Mura és a Dráva közötti plébániák felsorolásában megemlítik, hogy a tüskeszentgyörgyi plébániához tartozik. Ez az állapot még ötszáz évig állt fenn, amíg a településnek önálló plébániája nem lett. Muracsány 1478-ban már „Gorichan” alakban szerepel a csáktornyai uradalom részeként.
Az uradalommal együtt 1456-ig a Cillei család birtoka volt. Ezután a Cilleiek többi birtokával együtt Vitovec János horvát bán szerezte meg, de örökösei elveszítették. 1477-ben Hunyadi Mátyás Ernuszt János budai nagykereskedőnek és bankárnak adományozta, aki megkapta a horvát báni címet is. 1540-ben a csáktornyai Ernusztok kihalása után az uradalom rövid ideig a Keglevich családé, majd 1546-ban I. Ferdinánd király adományából a Zrínyieké lett. 
Miután Zrínyi Pétert 1671-ben felségárulás vádjával halálra ítélték és kivégezték minden birtokát elkobozták. Muracsány azonban Zrínyi Ádám birtokaként még 1691-ig a Zrínyieké maradt. Ezután a kincstáré lett. 1719-ben a király szolgálatai jutalmául elajándékozta Althan Mihály János cseh nemesnek. 1728-ban lakói közül 42 jobbágy és 39 zsellér volt. 1791-ben gróf Festetics György vásárolta meg és ezután 132 évig a tolnai Festeticsek birtoka volt.
1770-ben felépült a falu új temploma, mely 1789-től plébániatemplom lett. Elődje egy Szent Lénárt tiszteletére szentelt fakápolna volt, melyet még a Zrínyiek építtettek és amelyet az 1688-as egyházi vizitáció említ először. A templom helyén még korábban egy Szent Lénárd szobor állt, melyet a hagyomány szerint a helyiek a török támadásoktól való megszabadulás emlékére emeltek.
Vályi András szerint "GORITSÁN. Horvát falu Szala Vármegyében, földes Ura G. Álthán Uraság, lakosai katolikusok, fekszik Gordinovetzhez nem meszsze, határjának külömbféle minéműségeihez, ’s jeles vagyonnyaihoz képest, első Osztálybéli. " 
A helyi oktatásról az első adat 1793-ból származik, ekkor említik hogy Mirko Trazo kántor néhány gyermeket írni és olvasni tanított. 1805-ben az egyházi vizitáció említi, hogy egy családi házban a gyermekek részére hitoktatás folyt, ahol írni és számolni is tanították őket. 1838-ban felépült a település első iskolája, ahol mintegy száz gyerek tanult. Az új iskola 1856-ban épült meg, melyet 1863-ban megújítottak.
1900-ban Muracsánynak 3400 lakosa volt. Az akkori népszámlálás nem a nemzetiségre, hanem csak az anyanyelvre kérdezett rá. Eszerint a településnek 3182 horvát, 206 magyar és 11 német anyanyelvű lakosa volt. Összesen 716 lakos beszélte a magyart. A lakosság zöme római katolikus volt, kívülük csak 48 zsidó és egy protestáns élt itt. A lakosságnak valamivel több mint a fele tudott írni és olvasni. 1910-ben 4086 lakosából 4004 volt horvát. 1920-ig Zala vármegye Perlaki járásához tartozott.
1918. november 14-én egyedülálló esemény következett be a település és a Muraköz történetében. Ezen a napon ugyanis kikiáltották a Goricsáni Köztársaságot. Az őszirózsás forradalom hírére november 2-án itt is zavargások törtek ki, melyek során a tömeg betört két zsidó tulajdonú üzletbe, valamint a községi hivatal épületébe. Kidobálták az iratokat, a falról leverték és összetörték Ferenc József képét és megtiltották a hivatalnokok belépését. A kereskedők és a hivatalnokok Murakirályra menekültek, majd este katonai támogatással tértek vissza. A katonák gyorsan szétverték a helyieket, lövés is dördült, mely egy helyi 17 éves ifjút megölt. Miután újra béke lett a katonák visszatértek állomáshelyükre. A katonák távozása után a helyiek megalakították a nemzetőrséget és megszervezték a helyi közigazgatást. Ezt követően került sor a kapcsolatok megszakítására az államigazgatással és november 14-én a köztársaság kikiáltására. A következő események alatt négy sebesülés történt, melyek közül egy volt halálos. Ezt követően a település a Szerb–Horvát–Szlovén Királysághoz, majd 1929-től Jugoszláviához tartozott. 1941 és 1944 között visszakerült Magyarországhoz, majd újra Jugoszlávia része lett. 1990-től a független Horvátországhoz tartozik.
A 2001-ben tartott népszámlálás szerint 3148 lakosának 98%-a horvát, és mindössze egy lakosa magyar nemzetiségű.

## Nevezetességei
- Szent Lénárd tiszteletére szentelt római katolikus plébániatemploma[5] 1770-ben épült a település központjában, egy korábbi Szent Lénárd-szobor helyén. 1789-ben egy alapos felújítás után emelték plébániatemplom rangjára. Egyhajós barokk épület három oltárral, melyek Szent Lénárt, Szűz Mária és a Szent Kereszt tiszteletére vannak szentelve.
- A plébánia épülete 1813-ban épült. Közvetlen szomszédságában található a Szent Család késő barokk-klasszicista szoborcsoportja.
- Szent György szobra 1726-ban készült a Blažina család adományából.
- A Pieta, mely egy elöl nyitott kápolna formájú épületben található 1841-ben épült, építtetője a Blažeković család.
- A központban álló Szent Flórián kápolnát 1821-ben építették.
- A Fájdalmas Krisztus-szobor 1896-ban készült.
- Határátkelőhely Letenye-Goričan.

## Külső hivatkozások
- Muracsány község hivatalos oldala
- Az alapiskola honlapja